# Денсмора тема
Те́ма Денсмора — тема в шаховій композиції. Суть теми — гра повної пів-зв'язки чорних фігур, яка супроводжується перекриттям чорних фігур.

## Історія
Цю ідею запропонував шаховий композитор Д. Денсмор на початку ХХ століття.
В задачі в початковій позиції стоять дві чорні фігури в пів-зв'язці. Для вираження ідеї використовується механізм повної чорної пів-зв'язки. Оскільки в рішенні мають бути варіанти гри повної пів-зв'язки, то значить повинні ходити обидві чорні фігури, тобто має бути, як мінімум, два тематичних варіанти. В одному варіанті під час ходу однієї чорної фігури зв'язується друга, а в другому варіанті — при русі другої чорної фігури зв'язується перша. Оскільки під час гри має бути ще й перекриття чорної фігури, то чорні своїм ходом ще й перекривають іншу чорну фігуру. Таким чином в кожному тематичному варіанті при ході чорної фігури створюються два послаблення позиції чорних — зв'язка однієї з фігур, що була в пів-зв'язці і перекриття іншої чорної фігури, білі використовують ці послаблення під час оголошення мату.
Ця ідея дістала назву — тема Денсмора.
|   | a | b | c | d | e | f | g | h |   |
| 8 | d8 чорний ферзь · h8 чорна тура · e7 білий слон · f6 чорний кінь · g6 біла тура · a5 чорний пішак · e5 білий ферзь · f5 білий слон · g5 чорний слон · a4 чорна тура · h4 чорний король · d3 чорний пішак · g3 білий кінь · h3 білий пішак · c1 чорний кінь · g1 білий король · h1 біла тура | d8 чорний ферзь · h8 чорна тура · e7 білий слон · f6 чорний кінь · g6 біла тура · a5 чорний пішак · e5 білий ферзь · f5 білий слон · g5 чорний слон · a4 чорна тура · h4 чорний король · d3 чорний пішак · g3 білий кінь · h3 білий пішак · c1 чорний кінь · g1 білий король · h1 біла тура | d8 чорний ферзь · h8 чорна тура · e7 білий слон · f6 чорний кінь · g6 біла тура · a5 чорний пішак · e5 білий ферзь · f5 білий слон · g5 чорний слон · a4 чорна тура · h4 чорний король · d3 чорний пішак · g3 білий кінь · h3 білий пішак · c1 чорний кінь · g1 білий король · h1 біла тура | d8 чорний ферзь · h8 чорна тура · e7 білий слон · f6 чорний кінь · g6 біла тура · a5 чорний пішак · e5 білий ферзь · f5 білий слон · g5 чорний слон · a4 чорна тура · h4 чорний король · d3 чорний пішак · g3 білий кінь · h3 білий пішак · c1 чорний кінь · g1 білий король · h1 біла тура | d8 чорний ферзь · h8 чорна тура · e7 білий слон · f6 чорний кінь · g6 біла тура · a5 чорний пішак · e5 білий ферзь · f5 білий слон · g5 чорний слон · a4 чорна тура · h4 чорний король · d3 чорний пішак · g3 білий кінь · h3 білий пішак · c1 чорний кінь · g1 білий король · h1 біла тура | d8 чорний ферзь · h8 чорна тура · e7 білий слон · f6 чорний кінь · g6 біла тура · a5 чорний пішак · e5 білий ферзь · f5 білий слон · g5 чорний слон · a4 чорна тура · h4 чорний король · d3 чорний пішак · g3 білий кінь · h3 білий пішак · c1 чорний кінь · g1 білий король · h1 біла тура | d8 чорний ферзь · h8 чорна тура · e7 білий слон · f6 чорний кінь · g6 біла тура · a5 чорний пішак · e5 білий ферзь · f5 білий слон · g5 чорний слон · a4 чорна тура · h4 чорний король · d3 чорний пішак · g3 білий кінь · h3 білий пішак · c1 чорний кінь · g1 білий король · h1 біла тура | d8 чорний ферзь · h8 чорна тура · e7 білий слон · f6 чорний кінь · g6 біла тура · a5 чорний пішак · e5 білий ферзь · f5 білий слон · g5 чорний слон · a4 чорна тура · h4 чорний король · d3 чорний пішак · g3 білий кінь · h3 білий пішак · c1 чорний кінь · g1 білий король · h1 біла тура | 8 |
| 7 | d8 чорний ферзь · h8 чорна тура · e7 білий слон · f6 чорний кінь · g6 біла тура · a5 чорний пішак · e5 білий ферзь · f5 білий слон · g5 чорний слон · a4 чорна тура · h4 чорний король · d3 чорний пішак · g3 білий кінь · h3 білий пішак · c1 чорний кінь · g1 білий король · h1 біла тура | d8 чорний ферзь · h8 чорна тура · e7 білий слон · f6 чорний кінь · g6 біла тура · a5 чорний пішак · e5 білий ферзь · f5 білий слон · g5 чорний слон · a4 чорна тура · h4 чорний король · d3 чорний пішак · g3 білий кінь · h3 білий пішак · c1 чорний кінь · g1 білий король · h1 біла тура | d8 чорний ферзь · h8 чорна тура · e7 білий слон · f6 чорний кінь · g6 біла тура · a5 чорний пішак · e5 білий ферзь · f5 білий слон · g5 чорний слон · a4 чорна тура · h4 чорний король · d3 чорний пішак · g3 білий кінь · h3 білий пішак · c1 чорний кінь · g1 білий король · h1 біла тура | d8 чорний ферзь · h8 чорна тура · e7 білий слон · f6 чорний кінь · g6 біла тура · a5 чорний пішак · e5 білий ферзь · f5 білий слон · g5 чорний слон · a4 чорна тура · h4 чорний король · d3 чорний пішак · g3 білий кінь · h3 білий пішак · c1 чорний кінь · g1 білий король · h1 біла тура | d8 чорний ферзь · h8 чорна тура · e7 білий слон · f6 чорний кінь · g6 біла тура · a5 чорний пішак · e5 білий ферзь · f5 білий слон · g5 чорний слон · a4 чорна тура · h4 чорний король · d3 чорний пішак · g3 білий кінь · h3 білий пішак · c1 чорний кінь · g1 білий король · h1 біла тура | d8 чорний ферзь · h8 чорна тура · e7 білий слон · f6 чорний кінь · g6 біла тура · a5 чорний пішак · e5 білий ферзь · f5 білий слон · g5 чорний слон · a4 чорна тура · h4 чорний король · d3 чорний пішак · g3 білий кінь · h3 білий пішак · c1 чорний кінь · g1 білий король · h1 біла тура | d8 чорний ферзь · h8 чорна тура · e7 білий слон · f6 чорний кінь · g6 біла тура · a5 чорний пішак · e5 білий ферзь · f5 білий слон · g5 чорний слон · a4 чорна тура · h4 чорний король · d3 чорний пішак · g3 білий кінь · h3 білий пішак · c1 чорний кінь · g1 білий король · h1 біла тура | d8 чорний ферзь · h8 чорна тура · e7 білий слон · f6 чорний кінь · g6 біла тура · a5 чорний пішак · e5 білий ферзь · f5 білий слон · g5 чорний слон · a4 чорна тура · h4 чорний король · d3 чорний пішак · g3 білий кінь · h3 білий пішак · c1 чорний кінь · g1 білий король · h1 біла тура | 7 |
| 6 | d8 чорний ферзь · h8 чорна тура · e7 білий слон · f6 чорний кінь · g6 біла тура · a5 чорний пішак · e5 білий ферзь · f5 білий слон · g5 чорний слон · a4 чорна тура · h4 чорний король · d3 чорний пішак · g3 білий кінь · h3 білий пішак · c1 чорний кінь · g1 білий король · h1 біла тура | d8 чорний ферзь · h8 чорна тура · e7 білий слон · f6 чорний кінь · g6 біла тура · a5 чорний пішак · e5 білий ферзь · f5 білий слон · g5 чорний слон · a4 чорна тура · h4 чорний король · d3 чорний пішак · g3 білий кінь · h3 білий пішак · c1 чорний кінь · g1 білий король · h1 біла тура | d8 чорний ферзь · h8 чорна тура · e7 білий слон · f6 чорний кінь · g6 біла тура · a5 чорний пішак · e5 білий ферзь · f5 білий слон · g5 чорний слон · a4 чорна тура · h4 чорний король · d3 чорний пішак · g3 білий кінь · h3 білий пішак · c1 чорний кінь · g1 білий король · h1 біла тура | d8 чорний ферзь · h8 чорна тура · e7 білий слон · f6 чорний кінь · g6 біла тура · a5 чорний пішак · e5 білий ферзь · f5 білий слон · g5 чорний слон · a4 чорна тура · h4 чорний король · d3 чорний пішак · g3 білий кінь · h3 білий пішак · c1 чорний кінь · g1 білий король · h1 біла тура | d8 чорний ферзь · h8 чорна тура · e7 білий слон · f6 чорний кінь · g6 біла тура · a5 чорний пішак · e5 білий ферзь · f5 білий слон · g5 чорний слон · a4 чорна тура · h4 чорний король · d3 чорний пішак · g3 білий кінь · h3 білий пішак · c1 чорний кінь · g1 білий король · h1 біла тура | d8 чорний ферзь · h8 чорна тура · e7 білий слон · f6 чорний кінь · g6 біла тура · a5 чорний пішак · e5 білий ферзь · f5 білий слон · g5 чорний слон · a4 чорна тура · h4 чорний король · d3 чорний пішак · g3 білий кінь · h3 білий пішак · c1 чорний кінь · g1 білий король · h1 біла тура | d8 чорний ферзь · h8 чорна тура · e7 білий слон · f6 чорний кінь · g6 біла тура · a5 чорний пішак · e5 білий ферзь · f5 білий слон · g5 чорний слон · a4 чорна тура · h4 чорний король · d3 чорний пішак · g3 білий кінь · h3 білий пішак · c1 чорний кінь · g1 білий король · h1 біла тура | d8 чорний ферзь · h8 чорна тура · e7 білий слон · f6 чорний кінь · g6 біла тура · a5 чорний пішак · e5 білий ферзь · f5 білий слон · g5 чорний слон · a4 чорна тура · h4 чорний король · d3 чорний пішак · g3 білий кінь · h3 білий пішак · c1 чорний кінь · g1 білий король · h1 біла тура | 6 |
| 5 | d8 чорний ферзь · h8 чорна тура · e7 білий слон · f6 чорний кінь · g6 біла тура · a5 чорний пішак · e5 білий ферзь · f5 білий слон · g5 чорний слон · a4 чорна тура · h4 чорний король · d3 чорний пішак · g3 білий кінь · h3 білий пішак · c1 чорний кінь · g1 білий король · h1 біла тура | d8 чорний ферзь · h8 чорна тура · e7 білий слон · f6 чорний кінь · g6 біла тура · a5 чорний пішак · e5 білий ферзь · f5 білий слон · g5 чорний слон · a4 чорна тура · h4 чорний король · d3 чорний пішак · g3 білий кінь · h3 білий пішак · c1 чорний кінь · g1 білий король · h1 біла тура | d8 чорний ферзь · h8 чорна тура · e7 білий слон · f6 чорний кінь · g6 біла тура · a5 чорний пішак · e5 білий ферзь · f5 білий слон · g5 чорний слон · a4 чорна тура · h4 чорний король · d3 чорний пішак · g3 білий кінь · h3 білий пішак · c1 чорний кінь · g1 білий король · h1 біла тура | d8 чорний ферзь · h8 чорна тура · e7 білий слон · f6 чорний кінь · g6 біла тура · a5 чорний пішак · e5 білий ферзь · f5 білий слон · g5 чорний слон · a4 чорна тура · h4 чорний король · d3 чорний пішак · g3 білий кінь · h3 білий пішак · c1 чорний кінь · g1 білий король · h1 біла тура | d8 чорний ферзь · h8 чорна тура · e7 білий слон · f6 чорний кінь · g6 біла тура · a5 чорний пішак · e5 білий ферзь · f5 білий слон · g5 чорний слон · a4 чорна тура · h4 чорний король · d3 чорний пішак · g3 білий кінь · h3 білий пішак · c1 чорний кінь · g1 білий король · h1 біла тура | d8 чорний ферзь · h8 чорна тура · e7 білий слон · f6 чорний кінь · g6 біла тура · a5 чорний пішак · e5 білий ферзь · f5 білий слон · g5 чорний слон · a4 чорна тура · h4 чорний король · d3 чорний пішак · g3 білий кінь · h3 білий пішак · c1 чорний кінь · g1 білий король · h1 біла тура | d8 чорний ферзь · h8 чорна тура · e7 білий слон · f6 чорний кінь · g6 біла тура · a5 чорний пішак · e5 білий ферзь · f5 білий слон · g5 чорний слон · a4 чорна тура · h4 чорний король · d3 чорний пішак · g3 білий кінь · h3 білий пішак · c1 чорний кінь · g1 білий король · h1 біла тура | d8 чорний ферзь · h8 чорна тура · e7 білий слон · f6 чорний кінь · g6 біла тура · a5 чорний пішак · e5 білий ферзь · f5 білий слон · g5 чорний слон · a4 чорна тура · h4 чорний король · d3 чорний пішак · g3 білий кінь · h3 білий пішак · c1 чорний кінь · g1 білий король · h1 біла тура | 5 |
| 4 | d8 чорний ферзь · h8 чорна тура · e7 білий слон · f6 чорний кінь · g6 біла тура · a5 чорний пішак · e5 білий ферзь · f5 білий слон · g5 чорний слон · a4 чорна тура · h4 чорний король · d3 чорний пішак · g3 білий кінь · h3 білий пішак · c1 чорний кінь · g1 білий король · h1 біла тура | d8 чорний ферзь · h8 чорна тура · e7 білий слон · f6 чорний кінь · g6 біла тура · a5 чорний пішак · e5 білий ферзь · f5 білий слон · g5 чорний слон · a4 чорна тура · h4 чорний король · d3 чорний пішак · g3 білий кінь · h3 білий пішак · c1 чорний кінь · g1 білий король · h1 біла тура | d8 чорний ферзь · h8 чорна тура · e7 білий слон · f6 чорний кінь · g6 біла тура · a5 чорний пішак · e5 білий ферзь · f5 білий слон · g5 чорний слон · a4 чорна тура · h4 чорний король · d3 чорний пішак · g3 білий кінь · h3 білий пішак · c1 чорний кінь · g1 білий король · h1 біла тура | d8 чорний ферзь · h8 чорна тура · e7 білий слон · f6 чорний кінь · g6 біла тура · a5 чорний пішак · e5 білий ферзь · f5 білий слон · g5 чорний слон · a4 чорна тура · h4 чорний король · d3 чорний пішак · g3 білий кінь · h3 білий пішак · c1 чорний кінь · g1 білий король · h1 біла тура | d8 чорний ферзь · h8 чорна тура · e7 білий слон · f6 чорний кінь · g6 біла тура · a5 чорний пішак · e5 білий ферзь · f5 білий слон · g5 чорний слон · a4 чорна тура · h4 чорний король · d3 чорний пішак · g3 білий кінь · h3 білий пішак · c1 чорний кінь · g1 білий король · h1 біла тура | d8 чорний ферзь · h8 чорна тура · e7 білий слон · f6 чорний кінь · g6 біла тура · a5 чорний пішак · e5 білий ферзь · f5 білий слон · g5 чорний слон · a4 чорна тура · h4 чорний король · d3 чорний пішак · g3 білий кінь · h3 білий пішак · c1 чорний кінь · g1 білий король · h1 біла тура | d8 чорний ферзь · h8 чорна тура · e7 білий слон · f6 чорний кінь · g6 біла тура · a5 чорний пішак · e5 білий ферзь · f5 білий слон · g5 чорний слон · a4 чорна тура · h4 чорний король · d3 чорний пішак · g3 білий кінь · h3 білий пішак · c1 чорний кінь · g1 білий король · h1 біла тура | d8 чорний ферзь · h8 чорна тура · e7 білий слон · f6 чорний кінь · g6 біла тура · a5 чорний пішак · e5 білий ферзь · f5 білий слон · g5 чорний слон · a4 чорна тура · h4 чорний король · d3 чорний пішак · g3 білий кінь · h3 білий пішак · c1 чорний кінь · g1 білий король · h1 біла тура | 4 |
| 3 | d8 чорний ферзь · h8 чорна тура · e7 білий слон · f6 чорний кінь · g6 біла тура · a5 чорний пішак · e5 білий ферзь · f5 білий слон · g5 чорний слон · a4 чорна тура · h4 чорний король · d3 чорний пішак · g3 білий кінь · h3 білий пішак · c1 чорний кінь · g1 білий король · h1 біла тура | d8 чорний ферзь · h8 чорна тура · e7 білий слон · f6 чорний кінь · g6 біла тура · a5 чорний пішак · e5 білий ферзь · f5 білий слон · g5 чорний слон · a4 чорна тура · h4 чорний король · d3 чорний пішак · g3 білий кінь · h3 білий пішак · c1 чорний кінь · g1 білий король · h1 біла тура | d8 чорний ферзь · h8 чорна тура · e7 білий слон · f6 чорний кінь · g6 біла тура · a5 чорний пішак · e5 білий ферзь · f5 білий слон · g5 чорний слон · a4 чорна тура · h4 чорний король · d3 чорний пішак · g3 білий кінь · h3 білий пішак · c1 чорний кінь · g1 білий король · h1 біла тура | d8 чорний ферзь · h8 чорна тура · e7 білий слон · f6 чорний кінь · g6 біла тура · a5 чорний пішак · e5 білий ферзь · f5 білий слон · g5 чорний слон · a4 чорна тура · h4 чорний король · d3 чорний пішак · g3 білий кінь · h3 білий пішак · c1 чорний кінь · g1 білий король · h1 біла тура | d8 чорний ферзь · h8 чорна тура · e7 білий слон · f6 чорний кінь · g6 біла тура · a5 чорний пішак · e5 білий ферзь · f5 білий слон · g5 чорний слон · a4 чорна тура · h4 чорний король · d3 чорний пішак · g3 білий кінь · h3 білий пішак · c1 чорний кінь · g1 білий король · h1 біла тура | d8 чорний ферзь · h8 чорна тура · e7 білий слон · f6 чорний кінь · g6 біла тура · a5 чорний пішак · e5 білий ферзь · f5 білий слон · g5 чорний слон · a4 чорна тура · h4 чорний король · d3 чорний пішак · g3 білий кінь · h3 білий пішак · c1 чорний кінь · g1 білий король · h1 біла тура | d8 чорний ферзь · h8 чорна тура · e7 білий слон · f6 чорний кінь · g6 біла тура · a5 чорний пішак · e5 білий ферзь · f5 білий слон · g5 чорний слон · a4 чорна тура · h4 чорний король · d3 чорний пішак · g3 білий кінь · h3 білий пішак · c1 чорний кінь · g1 білий король · h1 біла тура | d8 чорний ферзь · h8 чорна тура · e7 білий слон · f6 чорний кінь · g6 біла тура · a5 чорний пішак · e5 білий ферзь · f5 білий слон · g5 чорний слон · a4 чорна тура · h4 чорний король · d3 чорний пішак · g3 білий кінь · h3 білий пішак · c1 чорний кінь · g1 білий король · h1 біла тура | 3 |
| 2 | d8 чорний ферзь · h8 чорна тура · e7 білий слон · f6 чорний кінь · g6 біла тура · a5 чорний пішак · e5 білий ферзь · f5 білий слон · g5 чорний слон · a4 чорна тура · h4 чорний король · d3 чорний пішак · g3 білий кінь · h3 білий пішак · c1 чорний кінь · g1 білий король · h1 біла тура | d8 чорний ферзь · h8 чорна тура · e7 білий слон · f6 чорний кінь · g6 біла тура · a5 чорний пішак · e5 білий ферзь · f5 білий слон · g5 чорний слон · a4 чорна тура · h4 чорний король · d3 чорний пішак · g3 білий кінь · h3 білий пішак · c1 чорний кінь · g1 білий король · h1 біла тура | d8 чорний ферзь · h8 чорна тура · e7 білий слон · f6 чорний кінь · g6 біла тура · a5 чорний пішак · e5 білий ферзь · f5 білий слон · g5 чорний слон · a4 чорна тура · h4 чорний король · d3 чорний пішак · g3 білий кінь · h3 білий пішак · c1 чорний кінь · g1 білий король · h1 біла тура | d8 чорний ферзь · h8 чорна тура · e7 білий слон · f6 чорний кінь · g6 біла тура · a5 чорний пішак · e5 білий ферзь · f5 білий слон · g5 чорний слон · a4 чорна тура · h4 чорний король · d3 чорний пішак · g3 білий кінь · h3 білий пішак · c1 чорний кінь · g1 білий король · h1 біла тура | d8 чорний ферзь · h8 чорна тура · e7 білий слон · f6 чорний кінь · g6 біла тура · a5 чорний пішак · e5 білий ферзь · f5 білий слон · g5 чорний слон · a4 чорна тура · h4 чорний король · d3 чорний пішак · g3 білий кінь · h3 білий пішак · c1 чорний кінь · g1 білий король · h1 біла тура | d8 чорний ферзь · h8 чорна тура · e7 білий слон · f6 чорний кінь · g6 біла тура · a5 чорний пішак · e5 білий ферзь · f5 білий слон · g5 чорний слон · a4 чорна тура · h4 чорний король · d3 чорний пішак · g3 білий кінь · h3 білий пішак · c1 чорний кінь · g1 білий король · h1 біла тура | d8 чорний ферзь · h8 чорна тура · e7 білий слон · f6 чорний кінь · g6 біла тура · a5 чорний пішак · e5 білий ферзь · f5 білий слон · g5 чорний слон · a4 чорна тура · h4 чорний король · d3 чорний пішак · g3 білий кінь · h3 білий пішак · c1 чорний кінь · g1 білий король · h1 біла тура | d8 чорний ферзь · h8 чорна тура · e7 білий слон · f6 чорний кінь · g6 біла тура · a5 чорний пішак · e5 білий ферзь · f5 білий слон · g5 чорний слон · a4 чорна тура · h4 чорний король · d3 чорний пішак · g3 білий кінь · h3 білий пішак · c1 чорний кінь · g1 білий король · h1 біла тура | 2 |
| 1 | d8 чорний ферзь · h8 чорна тура · e7 білий слон · f6 чорний кінь · g6 біла тура · a5 чорний пішак · e5 білий ферзь · f5 білий слон · g5 чорний слон · a4 чорна тура · h4 чорний король · d3 чорний пішак · g3 білий кінь · h3 білий пішак · c1 чорний кінь · g1 білий король · h1 біла тура | d8 чорний ферзь · h8 чорна тура · e7 білий слон · f6 чорний кінь · g6 біла тура · a5 чорний пішак · e5 білий ферзь · f5 білий слон · g5 чорний слон · a4 чорна тура · h4 чорний король · d3 чорний пішак · g3 білий кінь · h3 білий пішак · c1 чорний кінь · g1 білий король · h1 біла тура | d8 чорний ферзь · h8 чорна тура · e7 білий слон · f6 чорний кінь · g6 біла тура · a5 чорний пішак · e5 білий ферзь · f5 білий слон · g5 чорний слон · a4 чорна тура · h4 чорний король · d3 чорний пішак · g3 білий кінь · h3 білий пішак · c1 чорний кінь · g1 білий король · h1 біла тура | d8 чорний ферзь · h8 чорна тура · e7 білий слон · f6 чорний кінь · g6 біла тура · a5 чорний пішак · e5 білий ферзь · f5 білий слон · g5 чорний слон · a4 чорна тура · h4 чорний король · d3 чорний пішак · g3 білий кінь · h3 білий пішак · c1 чорний кінь · g1 білий король · h1 біла тура | d8 чорний ферзь · h8 чорна тура · e7 білий слон · f6 чорний кінь · g6 біла тура · a5 чорний пішак · e5 білий ферзь · f5 білий слон · g5 чорний слон · a4 чорна тура · h4 чорний король · d3 чорний пішак · g3 білий кінь · h3 білий пішак · c1 чорний кінь · g1 білий король · h1 біла тура | d8 чорний ферзь · h8 чорна тура · e7 білий слон · f6 чорний кінь · g6 біла тура · a5 чорний пішак · e5 білий ферзь · f5 білий слон · g5 чорний слон · a4 чорна тура · h4 чорний король · d3 чорний пішак · g3 білий кінь · h3 білий пішак · c1 чорний кінь · g1 білий король · h1 біла тура | d8 чорний ферзь · h8 чорна тура · e7 білий слон · f6 чорний кінь · g6 біла тура · a5 чорний пішак · e5 білий ферзь · f5 білий слон · g5 чорний слон · a4 чорна тура · h4 чорний король · d3 чорний пішак · g3 білий кінь · h3 білий пішак · c1 чорний кінь · g1 білий король · h1 біла тура | d8 чорний ферзь · h8 чорна тура · e7 білий слон · f6 чорний кінь · g6 біла тура · a5 чорний пішак · e5 білий ферзь · f5 білий слон · g5 чорний слон · a4 чорна тура · h4 чорний король · d3 чорний пішак · g3 білий кінь · h3 білий пішак · c1 чорний кінь · g1 білий король · h1 біла тура | 1 |
|   | a | b | c | d | e | f | g | h |   |

FEN: 3q3r/4B3/5nR1/p3QBb1/r6k/3p2NP/8/2n3KR
1. Bd7! ~ 2. Qg5#
1. … Bf4 2. Rg4#
1. … Bh6 2. Qh5#
1. … Se4 2. Qf4#
1. … Sh7 2. Rh6#
- — - — - — -
1. ... Rg4 2. hg#
1. ... Rh5 2. Sf5#
В цій задачі є чотири тематичних варіанти.